# 青野ダム
青野ダム（あおのダム）は、兵庫県三田市加茂、武庫川の支流である黒川・青野川に建設されたダム。

## 沿革
1967年（昭和42年）に兵庫県により青野ダムは計画され、1975年（昭和50年）に地権者会との基本協定調印を経て、1983年（昭和58年）ダム起工式がなされ、試験堪水の後、1988年（昭和63年）6月にダム竣工式がなされた。武庫川水系の青野川及び黒川からの河川を貯水するダムで、兵庫県でも比較的規模の大きいダムとなる。

## ダムの役割
武庫川沿川6市（三田市、神戸市、宝塚市、伊丹市、西宮市、尼崎市）の洪水の調節と水害の防除、ダム地点下流の武庫川沿川農地の既得灌漑用水及び既得上水流水の正常な機能の維持。工業用水の補給と流水の正常な機能の維持と増進。また三田市街地及び北摂三田ニュータウン、他に千苅ダムからの水道用水とブレンドされ神戸市北区の上津台や藤原台また淡河町地区の上水道用水として、日量約92,000tの用水を取水し、約87,400tの水道用水を供給する上水道用水取得の為の多目的ダムである。
水道水として用いられる水は、兵庫県営水道三田浄水場に送水され三田市内や神戸市北区の家庭に供給されている。但し、青野ダムからは専用送水管などで浄水場と結ばれているのではなく、放水されたダム湖の水が流入する武庫川を通じ三田浄水場にて必要量を取水している。

## 千丈寺湖

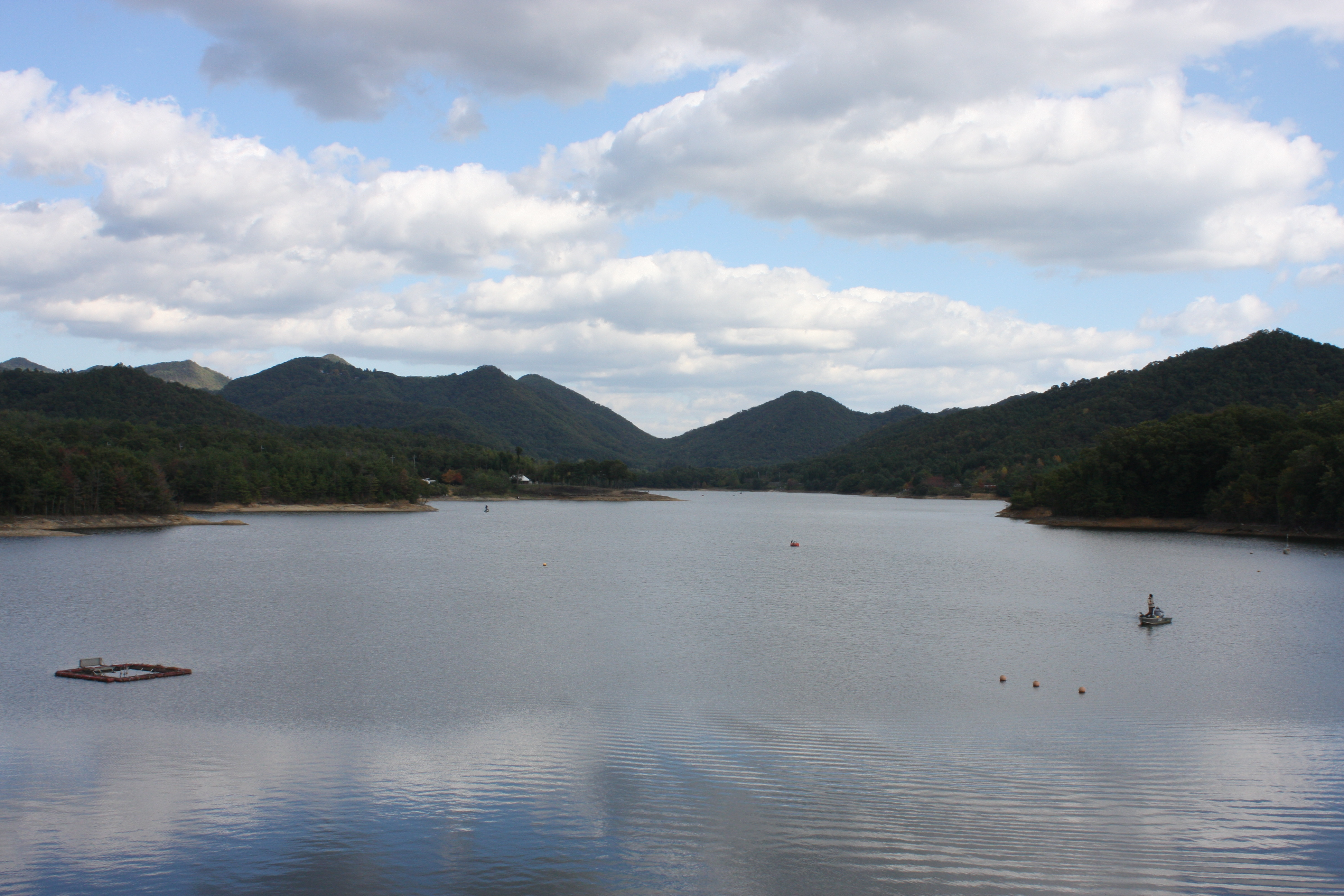
千丈寺湖

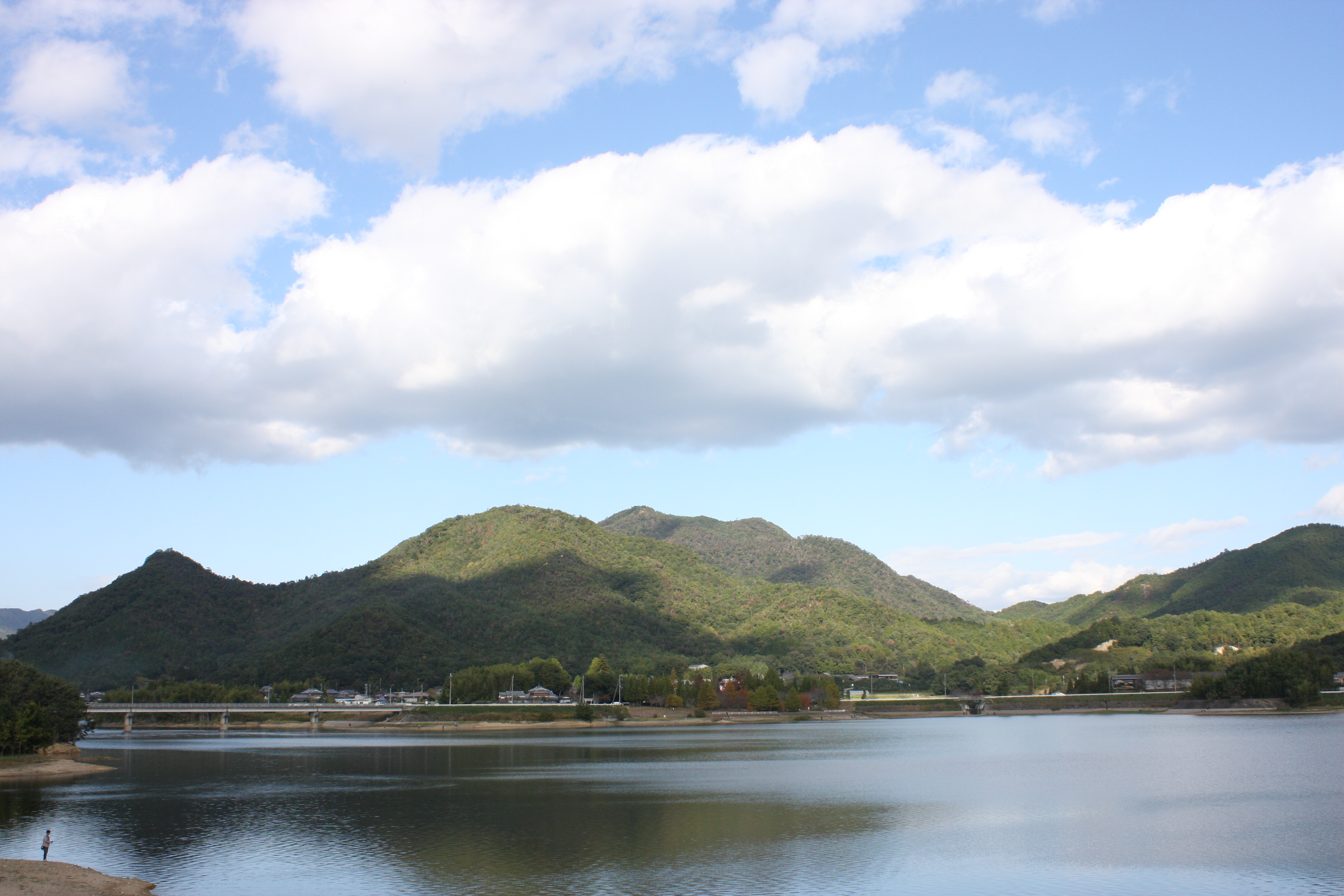
千丈寺山と千丈寺湖

ダムによってできた湖は、当時の三田市長の命名により、「千丈寺湖（せんじょうじこ）」と呼ばれ、これは付近にある千丈寺山から由来する。ダムの名称から青野ダム湖（あおのダムこ）と称される場合もある。ダム湖は「L」字型に山間に位置しており、付近は周回する市道に多くの公園が整備されており、家族連れなどが憩える湖畔である。三田市の水瓶でもあり、周辺環境の維持の為、三田市では「千丈寺湖の環境を守る条例」を制定し、2002年（平成14年）9月に施行している。行楽客のゴミ捨てなど環境を悪化させる行為を禁止し、湖畔でのバーベキューや湖上でのボートやカヌーなどは、場所に制限を設けて許可されていることなど、千丈寺湖の水質保全に努めている。
- ダムサイト公園：ダム記念館、多自然型魚道公園などがあり、青野ダムの横に隣接する公園
- 東浦公園：展望広場があり、千丈寺湖の見晴らしが良い公園
- 下青野公園：下青野公園は児童遊戯広場やテニスコートなのどの設備が整う市民公園

　　他にも、尼寺公園、加茂山公園、小野公園など、周辺に駐車場を備える公園が点在する。
- 釣り場：ブラックバスなどの釣り場の好スポットとして、関西でも有名な湖である。

## アクセス
- 自動車
  - 国道176号上井沢交差点から兵庫県道308号曽地中三田線
- 鉄道・バス
  - JR広野駅より、徒歩約30分